# ウィリアム・コーンウォリス・ハリス

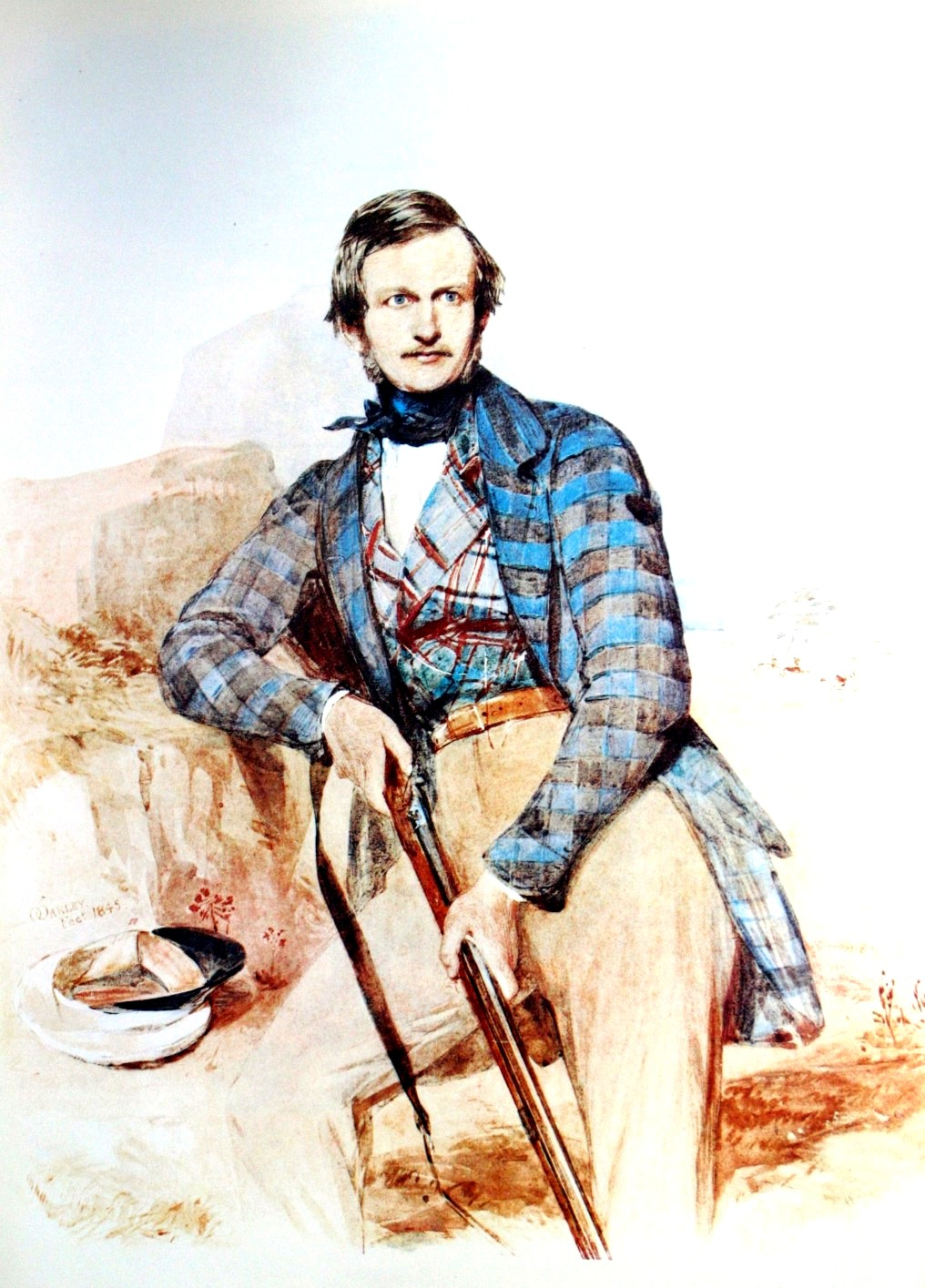
ウィリアム・コーンウォリス・ハリス

サー・ウィリアム・コーンウォリス・ハリス（Major Sir William Cornwallis Harris、1807年4月2日（受洗日） - 1848年10月9日）は、イギリスの工兵士官、画家、狩猟家。

## 経歴

### 生い立ち
ケント州ウィターシャム (Wittersham) のジェームズ・ハリス (James Harris)の息子として生まれ、14歳でイギリス東インド会社のアディスコーム軍学校 (Addiscombe Military Seminary) に入学した。2年後の1823年12月に、イギリス東インド会社の陸軍に入隊しボンベイ工兵 (Bombay Engineers) の少尉となった。以降13年以上にわたって、インド各地に駐屯し、その機会を捉えて狩猟や野生動物の描写に勤しんだ。1824年には中尉に昇進し、さらに10年後には大尉となった。

### 南アフリカ
1836年6月、ハリスは1467トンの「バッキンガムシャー (Buckinghamshire)」号でケープタウンに到着し、熱病から回復するまで2年間をここで過ごした。幸運なことにハリスは、モセガ (Mosega) でマタベレランド (Matabeleland) の王ムジリカジ (Mzilikazi) と会見するなど、北方への旅行から戻ったばかりのアンドリュー・スミス博士に出会った。ハリスは、「バッキンガムシャー号」に同乗していたボンベイの文民官僚ウィリアム・リチャードソン (William Richardson) とともに、1836年から1837年にかけて、ケープタウンを起点に、トランスヴァール西部やマガリースバーグ山脈 (Magaliesberg) へ向かう狩猟の旅を手配した。
彼らはアルゴア湾 (Algoa Bay) まで船で行き、グラハムズタウンへ向かい、そこで遠征に必要な装備を調達し、象牙商人のデイヴィッド・ヒューム (David Hume) とロバート・シューン (Robert Schoon) から有益な助言を得た。彼らはオレンジ川を渡ってクルマン (Kuruman) へ行き、ムジリカジと友好関係を築いていたロバート・モファット (Robert Moffat) に会い、ムジリカジの統治についての有益な情報を得た。ムジリカジはハリスの贈り物を喜んで受け取り、遠征の一行はマガリースバーグ山脈を目指して、密かに南東へ進んだ。
一行はそこで、マタベレ族（北ンデベレ人 (Northern Ndebele people) に対するフォールトレッカーズ (Voortrekkers) の闘争を直接見聞した。ハリスはマガリースバーグ山脈で、初めてセーブルアンテロープ (Hippotragus niger) iを目撃し、ロンドン動物学会にこの動物の描写と標本類を送った。デイヴィッド・ヒュームは、既に何年も前から、カラハリ砂漠を横断してンガミ湖
へ到達できると確信していた。ハリスも同様に考え、これを実行したいと公言していたが、ボンベイの地理学会も、ロンドンの王立地理学会も、ハリスを無視していた。
ハリスは初期ヴィクトリア朝の旅行家としては、比較的名が通っており、彼が描いた様々なアフリカの動物の図像は、精密に描かれたものとしては最初のものであった。ハリスは、容赦ないまでの量の狩猟を行ないながら、踏破した地域の記述や、細部に至るまで意が払われた出会った動物の姿を捉えた絵画の制作にも、同様の情熱を傾けた。画家としての技量は突出したものではなかったが、彼の残した絵画や素描には、大きな魅力と生気があり、博物学的美術作品として優れたものと見なされている。

### 著書の挿絵

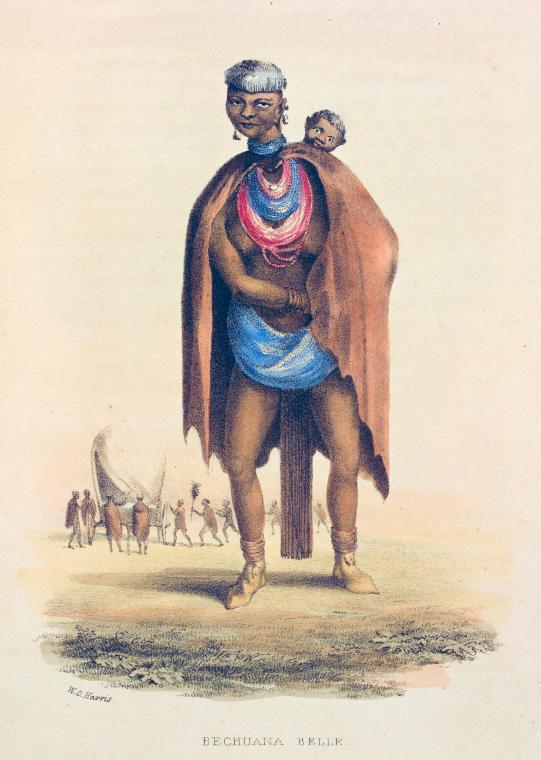
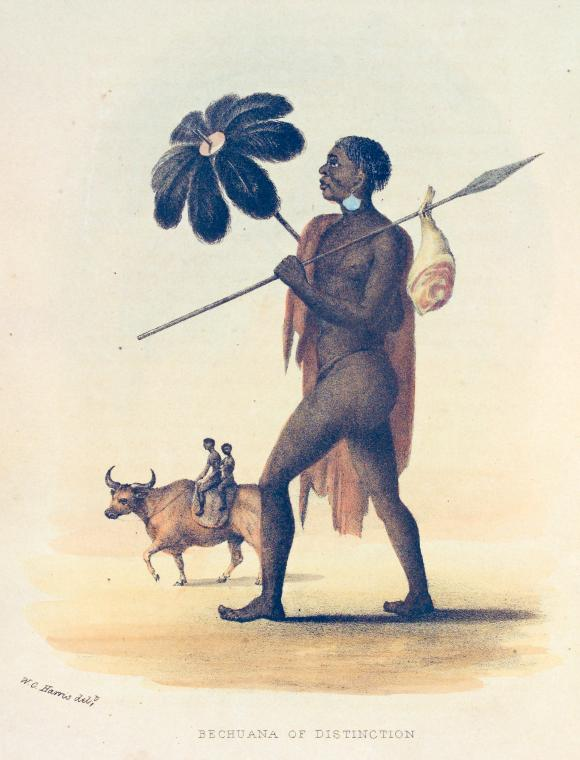
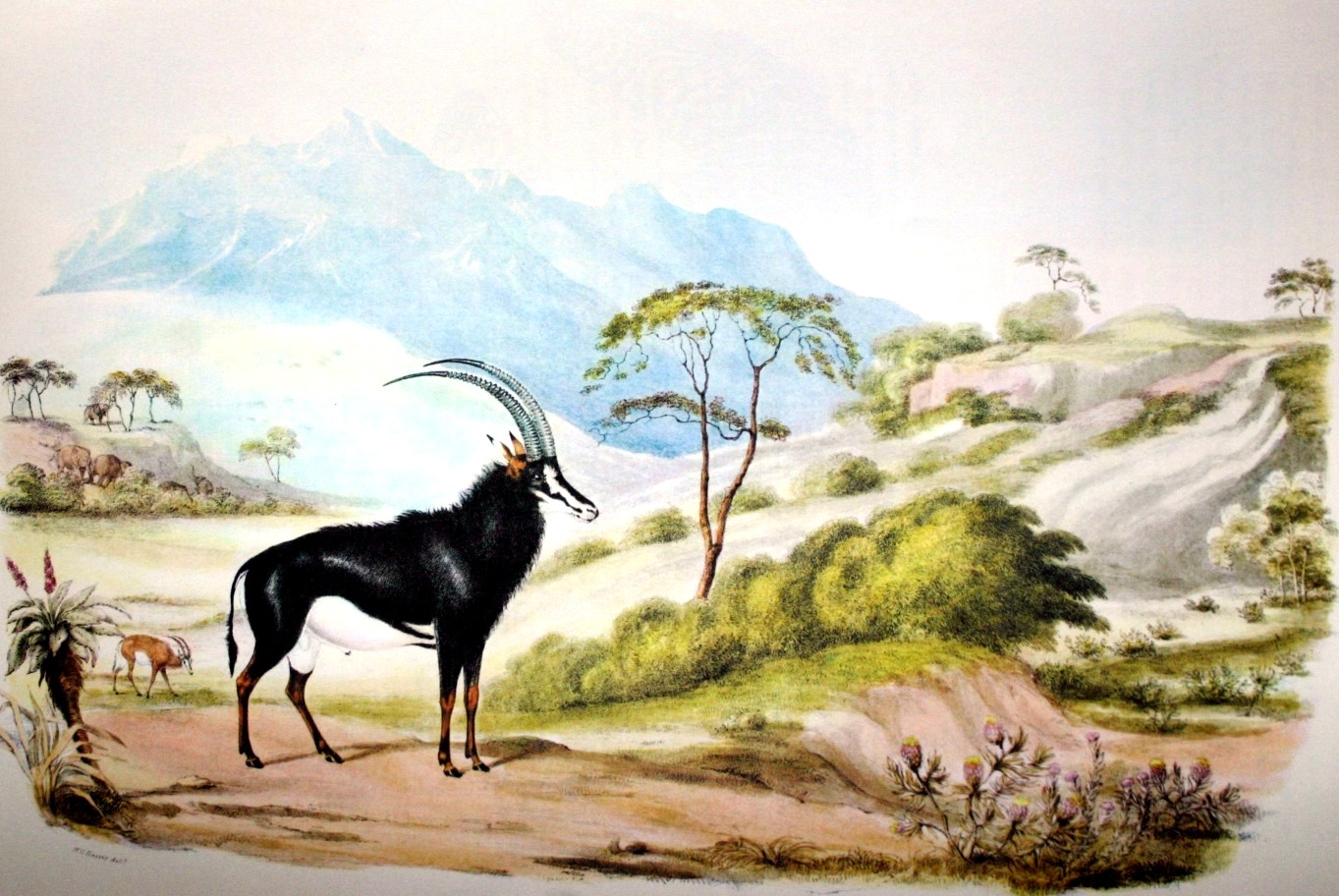

### インドへの帰還
1837年末まで、ハリスはケープタウンに滞在し、その後の3年間は、シンド軍所属の工兵としてインド西部における任務に就いた。

### エチオピアへの派遣
1841年から1843年まで、ハリスはボンベイから、当時エチオピアの中の自治区となっていたシェワ (Shewa) の統治者（ネグス (Negus)）、サーレ・セラシェ (Sahle Selassie) のもとへ、通商条約交渉のために送られたイギリスの外交使節団を先導した。この派遣の際には、広範な科学的データの収集も行なわれた。

### 後年
1843年、ハリスは少佐への昇進が公告され、翌年にはイングランドでナイトに叙された。ナイトとなったハリスは、ダールワール・ディオン (Dharwar Dion) とプネーの工兵執行役員代理を務めた。ハリスはプネー近郊で、熱病のために41歳で死去した。

### 私生活
ハリスは、スコットランド南東部オールダム (Auldhame) のジョージ・スライゴー (George Sligo) の娘で、サー・ジェームズ・アウトラム将軍 (General Sir James Outram) の姪にあたる、マーガレット・スライゴー (Margaret Sligo) と結婚した。夫妻の間に、こどもはいなかった。

## 著作
- Narrative of an Expedition into Southern Africa during the years 1836 and 1837. (1838)
- The Wild sports of Southern Africa (1839).
- Portraits of the Game and Wild Animals of Southern Africa (1840).
- The Highlands of Aethiopia (1844; in 3 volumes).
- Illustrations of the Highlands of Aethiopia (1845).